# Mengibar (ort i Spanien)
Mengibar är en ort i Spanien.   Den ligger i provinsen Provincia de Jaén och regionen Andalusien, i den centrala delen av landet, 270 km söder om huvudstaden Madrid. Mengibar ligger 304 meter över havet och antalet invånare är 8 999.
Terrängen runt Mengibar är varierad, och sluttar norrut. Runt Mengibar är det ganska tätbefolkat, med 60 invånare per kvadratkilometer. Närmaste större samhälle är Bailén, 14,3 km norr om Mengibar. Trakten runt Mengibar består till största delen av jordbruksmark.